# Harriet Hoctor
Harriet Hoctor (Hoosick Falls, 25 settembre 1905 – Arlington, 9 giugno 1977) è stata una ballerina e coreografa statunitense.
George Gershwin compose Hoctor's Ballet, un pezzo orchestrale sinfonico, per un suo numero musicale nel film Voglio danzare con te.

## Biografia
Nata nello stato di New York, a Hoosick Falls, da Timothy Hoctor ed Elizabeth Kearny, Harriet aveva tre fratelli: Martin Francis ("Frank"), John ed Eloise. Sua zia Annie Kearney era la segretaria di una facoltosa signora che si interessò alla bambina. A dodici anni, venne mandata a New York sotto la tutela del maestro di ballo Louis H. Chalif.
A sedici anni, Harriet andò in tournée in uno spettacolo di vaudeville dove si esibivano le Duncan Sisters che le proposero di lavorare insieme. Apparve così, come prima ballerina, in un loro spettacolo di Broadway, Topsy and Eva. Nel 1928, fece il suo primo spettacolo con Florenz Ziegfeld, apparendo nel musical The Three Musketeers. Sempre per Ziegfeld, lavorò in Show Girl (1929) e in Simple Simon (1930).
Restò poi un anno in Inghilterra, esibendosi al London Hippodrome in un numero danzato sulle scarpette a punta, salendo e scendendo le scale. Di ritorno a Broadway, venne scritturata da Earl Carroll che nel 1932 le affidò due numeri, The Soul of the Danube e The Raven, in una delle sue Vanities, Earl Carroll's Vanities.
Nella seconda metà degli anni trenta, lavorò a Hollywood. Prese parte a tre film, Il paradiso delle fanciulle (1936), Voglio danzare con te (1937) e Billy Rose's Casa Mañana Revue (1938). Nel secondo, interpretato da Ginger Rogers e Fred Astaire, Harriet ballò con il grande Astaire. Negli anni quaranta, Hoctor lavorò per la Billy Rose Productions, danzando e creando coreografie per il night club di Rose, The Diamond Horseshoe. Aprì, nel 1945 a Boston, una propria scuola di danza, dove continuò a insegnare fino al suo ritiro, nel 1974.
Harriet Hoctor morì al Northern Virginia Doctor's Hospital nella contea di Arlington, in Virginia, il 9 giugno 1977, all'età di 71 anni, dopo una malattia. Venne sepolta al St. Mary's Cemetery di Hoosick Falls, la città dov'era nata.

## Spettacoli teatrali
- Topsy and Eva - Parole e musica The Duncan Sisters prodotto da Thomas Wilkes (prima: 23 dicembre 1924)
- A la Carte - prodotto da Rosalie Stewart (prima: 17 agosto 1927)
- The Three Musketeers - Libretto di William Anthony McGuire, Musica di Rudolf Friml, parole di Clifford Grey e P. G. Wodehouse, prodotto da Florenz Ziegfeld (prima: 13 marzo 1928)
- Show Girl - Libretto di William Anthony McGuire, musica di George Gershwin, parole di Ira Gershwin, prodotto da Florenz Ziegfeld (prima: 2 luglio 1929)
- Simple Simon Libretto di Ed Wynn e Guy Bolton, Musica di Richard Rodgers Parole di Lorenz Hart - prodotto da Florenz Ziegfeld](prima: 18 febbraio 1930)
- Simple Simon ripresa - prodotto da Ed Wynn (prima: 9 marzo 1931)
- Earl Carroll's Vanities [1932] Libretto di Jack McGowan, musica di Harold Arlen (prima: 10 dicembre 1932)
- Hold Your Horses Libretto di Russel Crouse e Corey Ford - balletti creati da Harriet Hoctor (prima: 25 settembre 1933)
- Ziegfeld Follies of 1936 (Broadway, 1936)

## Filmografia
La filmografia è completa
- Il paradiso delle fanciulle (The Great Ziegfeld), regia di Robert Z. Leonard (1936)
- Voglio danzare con te (Shall We Dance), regia di Mark Sandrich (1937)
- Billy Rose's Casa Mañana Revue, regia di George Sidney (1938)